# Стадіон «Зірка» імені Станіслава Березкіна
Стадіо́н «Зі́рка» і́мені Станісла́ва Бере́зкіна (до 26 липня 2021 — «Зірка») — футбольний стадіон у місті Кропивницькому. Стадіон є домашньою ареною футбольного клубу «Зірка». Після реконструкції в 2014 році вміщує 13 305 глядачів.
У сезоні 2025/2026 років на стадіоні проводить свої домашні матчі команда Прем'єр-ліги СК «Полтава».
17 листопада 2013 року один із секторів стадіону був названий ім'ям Юрія Касьонкіна, на ньому встановлено меморіальну дошку на його честь.
Освітлення стадіону — 1410 лк.
Адреса: 25006, м. Кропивницький, вул. Степана Бандери, 1-А.